# Hydromorphus
Hydromorphus — рід змій родини полозових (Colubridae). Представники цього роду мешкають в Центральній Америці.

## Види
Рід Hydromorphus нараховує 2 види:
- Hydromorphus concolor W. Peters, 1859
- Hydromorphus dunni Slevin, 1942

## Етимологія
Наукова назва роду Hydromorphus походить від сполучення наукової назви роду Hydrops Wagler, 1830 і слова дав.-гр. μορφη — форма, вигляд.